# Mohamed Muizzu
Mohamed Muizzu (en maldivien :މުޙައްމަދު މުޢިއްޒު), né le 15 juin 1978 à Malé, est un homme politique maldivien, anciennement maire de Malé (d'avril 2021 à octobre 2023), puis président des Maldives depuis novembre 2023.
Vice-président du Parti progressiste des Maldives (PPM), il est nommé candidat du Congrès national populaire lors de l'élection présidentielle maldivienne de 2023, qu'il remporte au second tour.

## Parcours politique

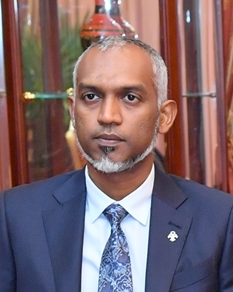
Mohamed Muizzu in 2017

Il est le fils du juge islamique et théologien Hussain Abdul Rahman, mort en 2015 lors du pèlerinage à La Mecque.
Il est nommé en 2012 ministre du Logement et de l'Environnement dans le gouvernement de Mohammed Waheed Hassan puis sous la présidence d'Abdulla Yameen, qui le maintient à ce poste après sa réélection à la présidence en 2013, avant de le nommer au ministère du Logement et des Infrastructures.
Il est successivement membre du Parti de la justice (AP), de l'Alliance pour le développement des Maldives (MDA) et du Parti progressiste des Maldives (PPM), dont il devient le vice-président. Il est désigné candidat du Congrès national du peuple pour l'élection présidentielle maldivienne de 2023, recevant notamment le soutien de l'ancien président Abdulla Yameen, élection dont il sort gagnant.